# Monein
Monein település Franciaországban, Pyrénées-Atlantiques megyében. Lakosainak száma 4436 fő (2022. január 1.). Monein Arbus, Aubertin, Cardesse, Cuqueron, Estialescq, Goès, Lacommande, Lahourcade, Lasseube, Lucq-de-Béarn, Oloron-Sainte-Marie, Parbayse és Pardies községekkel határos.

## Népesség
A település népességének változása:
| Lakosok száma | 4508 | 4473 | 4563 | 4438 | 4428 | 4435 | 4417 | 4426 | 4436 |
|               | 2013 | 2015 | 2016 | 2017 | 2018 | 2019 | 2020 | 2021 | 2022 |